# Matsui Daisuke
Matsui Daisuke (松井 大輔) (sinh ngày 11 tháng 5 năm 1981) là một cầu thủ bóng đá chuyên nghiệp người Nhật Bản chơi ở vị trí tiền vệ.
Anh từng thi đấu cho Kyoto Purple Sanga, Le Mans, Saint-Étienne, Tom Tomsk, Dijon, Slavia Sofia, Lechia Gdańsk, Júbilo Iwata và Odra Opole, Yokohama và Sài Gòn.
Matsui từng khoác áo đội tuyển quốc gia Nhật Bản trong giai đoạn 2003–2011, ra sân 31 trận và ghi được 1 bàn thắng. Anh cũng tham dự World Cup 2010.

## Thống kê sự nghiệp

### Quốc tế
| Đội tuyển quốc gia | Năm       | Số trận | Bàn thắng |
| ------------------ | --------- | ------- | --------- |
| Nhật Bản           | 2003      | 1       | 0         |
| Nhật Bản           | 2004      | 0       | 0         |
| Nhật Bản           | 2005      | 3       | 1         |
| Nhật Bản           | 2006      | 0       | 0         |
| Nhật Bản           | 2007      | 2       | 0         |
| Nhật Bản           | 2008      | 7       | 0         |
| Nhật Bản           | 2009      | 8       | 0         |
| Nhật Bản           | 2010      | 8       | 0         |
| Nhật Bản           | 2011      | 2       | 0         |
| Tổng cộng          | Tổng cộng | 31      | 1         |

### Bàn thắng quốc tế
Bàn thắng của đội tuyển Nhật Bản được ghi trước.
| #  | Ngày                 | Địa điểm                                        | Đối thủ | Bàn thắng | Kết quả | Giải đấu |
| -- | -------------------- | ----------------------------------------------- | ------- | --------- | ------- | -------- |
| 1. | 16 tháng 11 năm 2005 | Sân vận động Quốc gia Nhật Bản, Tokyo, Nhật Bản | Angola  | 1–0       | 1–0     | Giao hữu |

#### U-23
| #  | Ngày                | Địa điểm                                | Đối thủ  | Bàn thắng | Kết quả | Giải đấu                     |
| -- | ------------------- | --------------------------------------- | -------- | --------- | ------- | ---------------------------- |
| 1. | 1 tháng 10 năm 2002 | Sân vận động Munsu Cup, Ulsan, Hàn Quốc | Bahrain  | 3–0       | 5–2     | Đại hội Thể thao châu Á 2002 |
| 2. | 21 tháng 2 năm 2004 | Sân vận động Nagai, Ōsaka, Nhật Bản     | Hàn Quốc | 1–0       | 2–0     | Giao hữu                     |

## Danh hiệu

### Câu lạc bộ
Kyoto Purple Sanga
- J2 League: 2001
- Cúp Hoàng đế Nhật Bản: 2002

### Quốc tế
Nhật Bản
- AFC Asian Cup: 2011
- Kirin Cup: 2008